# La scuola di danza
La scuola di danza  (La Classe de danse) è un dipinto del pittore francese Edgar Degas, realizzato nel 1873-1876 e conservato al Musée d'Orsay di Parigi.

## Descrizione

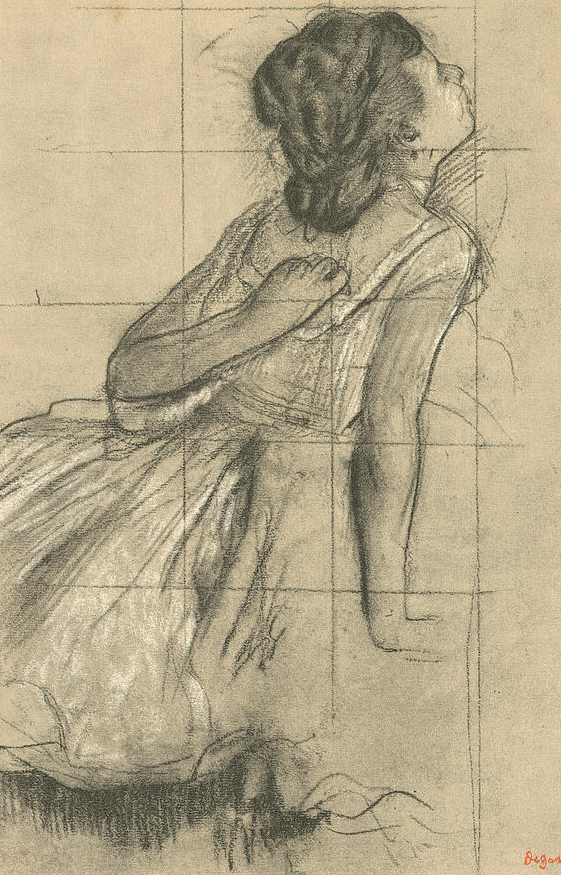
Edgar Degas, Studio preparatorio di ballerina che si gratta la schiena (1873-1874); matita nera e biacca su carta, 46,5×30,8 cm, museo del Louvre, Parigi

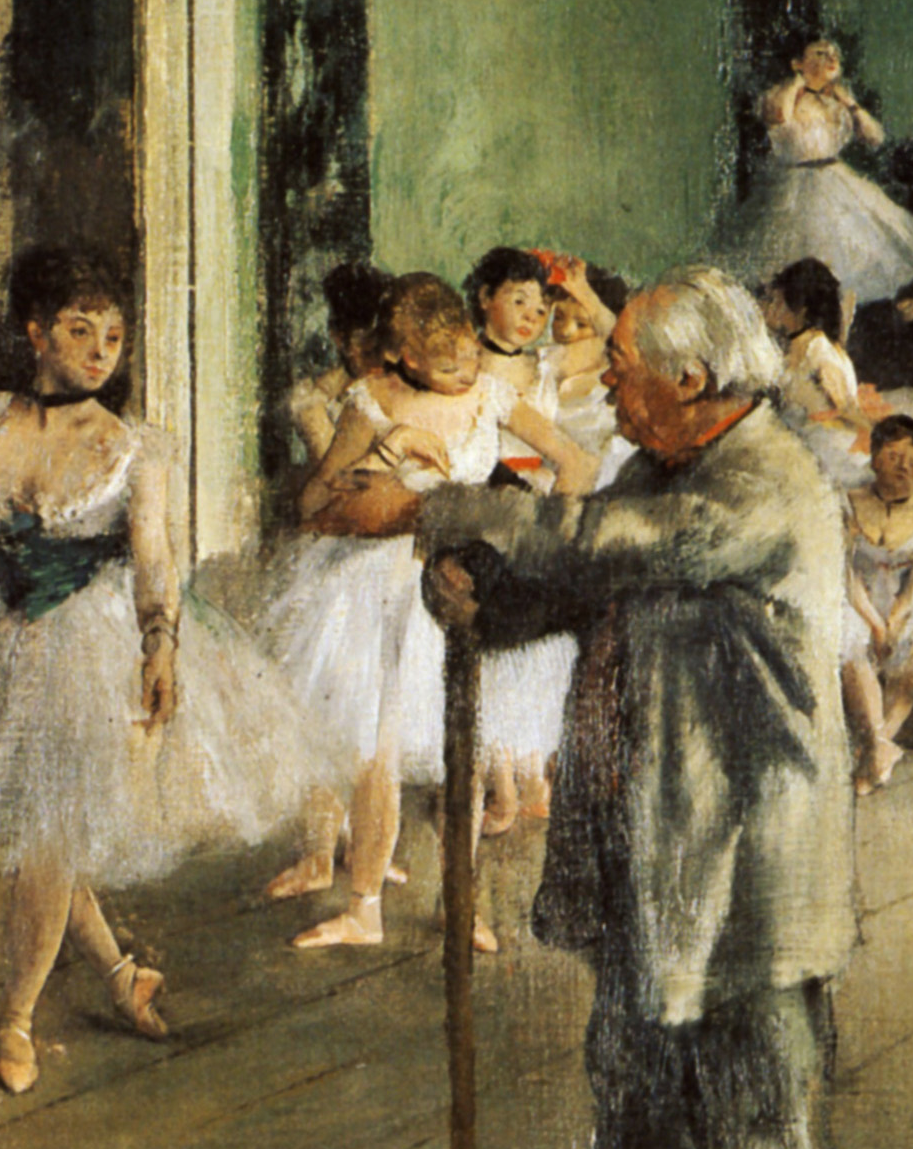
Dettaglio della ragazza che si esercita in alcuni passi di danza

È tra i primi dipinti del pittore a rivolgersi al tema delle ballerine e, come si può facilmente dedurre dal titolo, raffigura proprio una lezione di danza. Degas ha meditato a lungo sugli equilibri cromatici e compositivi de La scuola di danza, e ha atteso ben tre anni alla sua realizzazione, dal 1873 al 1875. L'opera, oggi esposta al museo d'Orsay di Parigi, è dunque frutto di un lungo e sofferto lavoro di atelier, del quale ci sono rimaste decine di bozzetti e schizzi preparatori. «Nessun'arte è tanto poco spontanea quanto la mia», avrebbe ammesso lo stesso Degas, «e quanto io faccio è il risultato della riflessione e dello studio dei grandi maestri. Dell’ispirazione, della spontaneità e del temperamento non so assolutamente nulla». Il critico d'arte Giorgio Nifosì, valutando la lunga gestazione de La lezione di danza, osserva che «in fondo, la sua pittura è come la danza: in apparenza facile e leggera, in realtà costruita con la fatica e il duro esercizio».
Seppur realizzato in studio, La scuola di danza conserva la freschezza delle opere nate di getto, dando l'illusione di grande immediatezza, quasi di un'istantanea fotografia. La scena mostrata nel dipinto ha luogo nel foyer di danza dell'Opéra di Parigi in rue Le Peletier, dove Degas poteva accedere grazie all'intercessione di un amico di orchestra. In quest'opera l'implacabile pennello di Degas raffigura proprio una giovane ballerina che si appresta a eseguire gli esercizi al centro sotto il vigile occhio del maestro canuto: si tratta del celebre coreografo francese Jules Perrot, colto mentre osserva con attenzione i passi dell'allieva con in mano la lunga bacchetta autoritaria. Le altre ballerine, reduci di un'estenuante lezione condotte con ferrea disciplina, sono esauste e approfittano con immenso piacere di questo inaspettato momento di pausa: il pittore le dispone a semicerchio intorno al maestro, in uno spazio progressivamente scorciato.
Come altrove in Degas, anche quest'opera coglie un attimo a caso dei mille possibili della lezione, per cui è possibile trovare espressioni estremamente naturali e spontanee: Degas, d'altronde, indaga questi aspetti marginali ma significativi della quotidianità con un'attenzione quasi ossessiva, fermo nel suo proposito di fissare un'immagine che sembra spiata «dal buco della serratura», come spesso ripeteva agli amici. La ballerina con il fiocco rosso tra i capelli - la prima sulla quale si sofferma lo sguardo dello spettatore - è sorpresa mentre si sta facendo aria con un ventaglio, e ai suoi piedi troviamo anche un innaffiatoio e un simpatico cagnolino. Alla sua sinistra, seduta sul pianoforte, troviamo una ballerina con il fiocco giallo che, annoiata, si gratta nervosamente la schiena con la mano sinistra e si lascia scappare una smorfia di fastidio. Tra le altre vi è chi si aggiusta i capelli, chi ha le braccia conserte, chi allunga le gambe, chi sia accomoda il costume da ballo, l'orecchino, il nastro, chi ride e chi appoggia il viso alla mano, a denotare proprio l'affaticamento per la lezione. Degas rende magistralmente l'impressione sonora delle allieve sullo sfondo che, approfittando dell'atmosfera più rilassata e informale (evidentemente la lezione sta quasi finendo), ignorano l'inflessibile insegnante e si immergono in una distensiva chiacchierata. Particolarmente interessante è l'atteggiamento corporeo della ballerina sullo sfondo, la quale è seduta in momentaneo riposo e presenta i piedi divaricati, secondo una posa usuale per i danzatori.

## Tecnica
Mentre gli altri Impressionisti esitavano a imprigionare i propri dipinti nella ristretta visione del reticolo prospettico, ne La scuola di danza  lo spazio è ottenuto in modo ancora tradizionale, mediante la diminuzione progressiva delle figure a distanza e con la convergenza delle linee prospettiche verso il punto di fuga, il quale cade all'esterno della tela, sulla destra, e istintivamente conduce l'occhio dell'osservatore verso quella direzione. Degas accentua questo scorcio mediante le congiunture del parquet, cui è dedicato ampio spazio in primo piano. Nei dipinti degassiani viene accordata notevole rilevanza ai pavimenti: si tratta, questa, di una scelta compositiva che ha particolarmente senso, considerando che è il principale strumento di lavoro delle ballerine (basti pensare che viene costantemente lucidato proprio per garantire alle giovani danzatrici un buon ancoraggio a terra e per evitare rovinose perdite di equilibrio). Negli scritti di Paul Valéry, uno dei maggiori biografi di Degas, leggiamo:
(Paul Valéry)

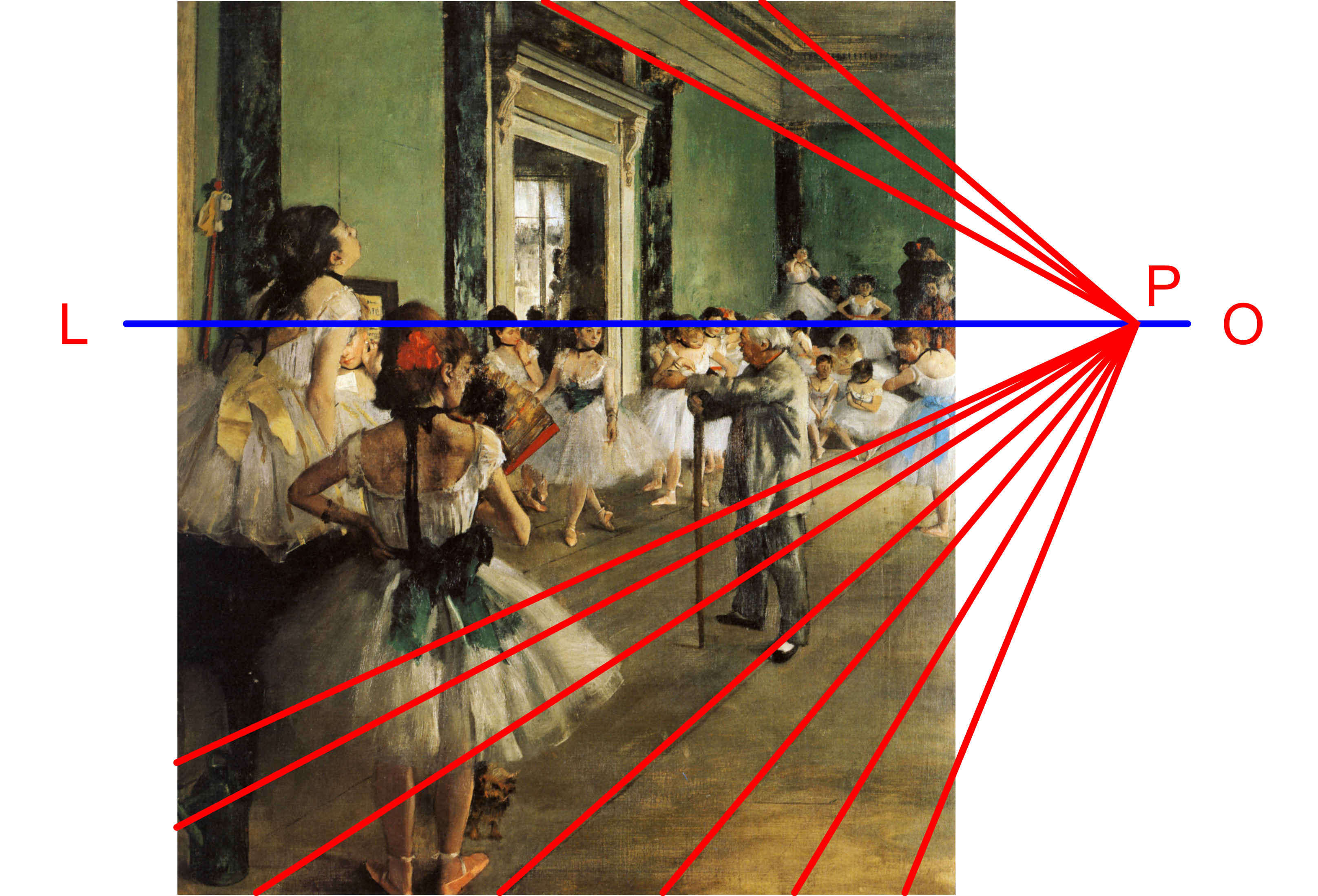
Schema prospettico de La lezione di danza

La lezione di danza, in effetti, riassume in nuce le varie divergenze che ci furono tra Degas e gli Impressionisti. Non solo Degas qui ricorre alla prospettiva grazie all'aiuto delle assi pavimentali, bensì abiura persino dalla rigorosa rinuncia impressionista al nero e al bianco (considerati dai colleghi dei non-colori). Bianca è infatti la stoffa velata dei tutù, mentre neri sono i nastrini che cingono i colli delle ballerine: nell'apparato cromatico del dipinto, tuttavia, intervengono diversi altri colori - si guardino il bruno del parquet, la tinta verdolina delle pareti, la variopinta vivacità dei fiocchi indossati dalle fanciulle - i quali contribuiscono a delineare questa atmosfera ferma, quieta e squisitamente realistica. «In tal modo» osservano i critici d'arte Giorgio Cricco e Francesco di Teodoro «Degas riesce pienamente nel difficile intento di far coesistere il rigore formale derivato dall'amore per Ingres e per i pittori rinascimentali con la realtà di un’epoca in cui il quotidiano si era sostituito alla narrazione mitologica e le ballerine alle divinità olimpiche».
La naturalezza del quadro è suscitata dal taglio fotografico dell'immagine, ripresa dal basso verso l'alto. Degas fa spiovere la luce del dipinto in parte da una grande finestra dal fondo e in parte da destra (dove immaginiamo esserci un'apertura sul cielo terso di Parigi) e dedica un'attenzione particolare ai suoi aspetti coloristici, con i quali definisce sapientemente il movimento delle ragazze danzanti e le particolarità degli abiti e delle figure (particolarmente riuscita è la volumetria del maestro Perrot, vero e proprio fulcro dell'intera composizione). Il colore, steso con zone ampie e pennellate sintetiche, non descrive ma evoca materie e volumi. Un'altra peculiarità de La lezione di danza risulta essere la sensazione di estensione oltre i margini della tela; questo effetto suggerisce la transitorietà del momento immortalato dal pittore e la volontà dell'autore di superare l'immobilità e la claustrofobia della normale pratica accademica, ostile a questi tagli così inconsueti.